# Israel Lyons
Israel Lyons el jove (1739-1775) va ser un matemàtic i botànic angles, nascut a Cambridge, fill d'Israel Lyons el vell (mort el 1770). Se’l considera un prodigi especialment en matemàtiques, i Robert Smith, del Trinity College de Cambridge, el va protegir i ajudar. Pels seus orígens jueus no es permetia que Lyons fos membre oficial de la Universitat de Cambridge. Però la publicació del seu Treatise on Fluxions als 19 anys i el seu entusiasme per la botànica va fer que es publiqués la seva Flora de Cambridge pocs anys més tard.. Joseph Banks, va pagar classes de botànica a Lyons a la Universitat d'Oxford. Lyons va confeccionar taules astronòmiques per l'Almanac Nàutic i més tard Banks va assegurar que Lyons fos astrònom al viatge al Pol Nord de Constantine Phipps.
Lyons morí als 36 anys quan preparava l'edició completa de l'obra d'Edmond Halley sufragat per la Royal Society.
Signatura abreujada com abotànic:Lyons